# テルル化水素
テルル化水素（テルルかすいそ、hydrogen telluride）は、化学式が H2Te と表される、テルルと水素からなる無機化合物であり、カルコゲン化水素の一つ、IUPAC組織名はテラン (tellane)。テルルの形式酸化数は −2価で、もっとも単純なテルリドである。
酸素族元素（カルコゲン元素）の水素化物のひとつ。

## 化学的性質
ニンニクのようなにおいのある気体で、セレン化水素、硫化水素に性質が似ており、有毒である。
テルル化水素は吸熱性化合物であり、空気中においては不安定で容易に酸化されて水とテルルになる。
{\displaystyle {\ce {{2H2Te}+ O2 -> {2H2O}+ 2Te}}}

水溶液（テルル化水素酸）中では、テルル化物イオン (Te2−) と水素イオンに電離するので、酸性を示す。その酸解離定数はリン酸(Ka = 8.1×10−3)と同程度のKa = 2.3×10−3である。テルル化水素は多くの金属と反応してテルル化物を与える。